# Bundesautobahn 113
L'autostrada tedesca A 113 congiunge il raccordo anulare esterno berlinese con l'anello interno.

Serve l'aeroporto di Berlino-Schönefeld.

Il tracciato segue per un lungo tratto il tracciato del Muro di Berlino.
È detta Teltowkanal-Autobahn perché segue per un buon tratto il Teltowkanal.

## Percorso
| A 113 |           |                             |      |                |                |
| Tipo  | n° uscita | Indicazione                 | km   | Corrispondenze | Strada europea |
|       | 10        | Autobahnkreuz Schönefeld    | 0,0  |                |                |
|       | 9         | Autobahndreieck Waltersdorf | 5,1  |                |                |
|       | 8         | Flughafen Schönefeld        | 6,0  |                |                |
|       | 7         | Schönefeld-Süd              | 8,9  |                |                |
|       | 6         | Schönefeld-Nord             | 9,4  |                |                |
|       | 5         | Adlershof                   | 13,3 |                |                |
|       | 4         | Stubenrauchstraße           | 14,5 |                |                |
|       | 3         | Johannisthaler Chaussee     | 16,2 |                |                |
|       | 2         | Späthstraße                 | 17,9 |                |                |
|       | 1         | Autobahndreieck Neukölln    | 19,1 |                |                |